# 451 Fahrenheit
A 451 Fahrenheit (eredeti cím: Fahrenheit 451) 1966-ban bemutatott brit játékfilm François Truffaut rendezésében. A film forgatókönyve Ray Bradbury Fahrenheit 451 című művén alapul. A filmet 1966-ban a Velencei Nemzetközi Filmfesztiválon mutatták be.

## Történet
A film disztópia. Egy elképzelt jövőben játszódik, ahol az emberek már nem tudnak sem írni, sem olvasni. A Rendszer úgy véli, a könyvek csak összezavarják a gondolatokat, ezért károsak és veszélyesek. A könyveket, sőt az önálló gondolkodást is betiltották, a könyvek birtoklása és olvasása bűncselekmény. A könyvrejtegetőket üldözik, a megtalált könyveket a tűzoltók elégetik (tűzoltó: angolul fireman, lefordítva „tűzember”, a szó az angol nyelvben nem utal a tűzoltásra). Az emberek szélsőségesen manipulált tévéműsorok és írott szöveg nélküli képújságok alapján tájékozódhatnak a világ eseményeiről. Az otthon unatkozó feleségek vásárlással és egy napi dolgokkal foglalkozó, vásárlásra buzdító, valamint nézeteket fejbe sulykoló interaktív családsorozat nézésével töltik idejüket.
A film tűzoltó hőse számára engedélyezett az olvasni tudás, egy-egy könyv veszélyességének a felmérésére. Sokáig nem kételkedett semmiben, egyetlen könyvet sem olvasott el sohasem, ám egy tragikusan sikerült könyvégetésnek és egy lánynak köszönhetően megismerkedik egy számára ismeretlen világgal. Miután elolvas egy titokban hazacsempészett könyvet, lassan hivatásos égetőből átkerül az üldözöttek oldalára. Tagjává válik annak a titokban működő földalatti kisebbségnek, amelynek tagjai a megtorlással is dacolva igyekeznek a kultúrát megőrizni. Közülük kerülnek ki az Emlékezők, akik a tiltást kijátszva teljes könyveket memorizálnak a jövő számára. A rendszer viszont nem tűri a sorból kilógást, pláne nem egy tűzoltó részéről. Elköveti a hibát, hogy feleségét is beavatja a könyvek titkába, aki látszólag egyetért vele, ám az első adandó alkalommal feljelenti. Montagot beviszik a tűzőrségre, ahonnan elmenekül. Közellenségnek nyilvánítják, képét a tévében leközlik. Nehéz menekülés után vidéken, az Emlékezők között lel menedékre. A televízióban viszont látja, amint a végletekig manipulált híradó bemutatja üldözését, elfogását és megölését. Végleg rájön, teljes életében hazug rendszert szolgált és többé sosem térhet vissza. Maga is Emlékezővé, könyvemberré válik.
A film végén a száműzött könyvemberek fejből mondják el egymásnak a világirodalom klasszikusait, hogy el ne felejtse azokat az emberiség.

## Érdekesség
- Guy feleségét, egy soha véget nem érő interaktív tévéműsor virtuális családjának élő, butuska, üres és boldogtalan nőt, és a vele mindenben ellentétes, mélyen érző, intellektuális Clarissát egyaránt Julie Christie játssza.
- A témájából adódóan inkább művész-, mintsem közönségfilmet sikerrel mutatták be a magyar mozik.

## Szereplők
| Szerep                                      | Színész        | Magyar hangja (1. szinkron) |
| ------------------------------------------- | -------------- | --------------------------- |
| Guy Montag, tűzőr                           | Oskar Werner   | Hegedűs D. Géza             |
| Linda Montag, Guy felesége Clarisse, a lány | Julie Christie | Major Melinda               |
| Beatty, tűzőr kapitány                      | Cyril Cusack   | Végvári Tamás               |
| Fabian                                      | Anton Driffing | Beratin Gábor               |
| Doris                                       | Ann Bell       | Vadász Bea                  |
| Helen                                       | Caroline Hunt  | Simonyi Piroska             |
| Jackie                                      | Anna Palk      | N/A                         |

További magyar szinkronhangok: Baráth István, Fekete Zoltán, Incze Ildikó, Kenderesi Tibor, Pálos Zsuzsa, Rosta Sándor, Szűcs Sándor, Tarján Péter
Az 1. magyar szinkron szövege Ottlik Géza és Tótfalusi István műfordítása alapján készült.

## Jelölések
- BAFTA-díj (1967)
  - jelölés: legjobb női főszereplő – Julie Christie
- Hugo-díj (1967)
  - jelölés: legjobb drámai film
- Velencei Nemzetközi Filmfesztivál (1966)
  - jelölés: Arany Oroszlán – François Truffaut

## Szakirodalom
- Bikácsy Gergely: Bolond Pierrot moziba megy – a francia film ötven éve (Budapest, 1992, Héttorony Könyvkiadó – Budapest Film)
- François Truffaut: Önvallomások a filmről (Osiris Könyvtár – Film; Budapest, 1996, Osiris)
- Ray Bradbury: Fahrenheit 451 (Budapest, Göncöl)